# Đại học Công nghệ Częstochowa
Đại học Công nghệ Częstochowa (tiếng Ba Lan: Politechnika Częstochowska, PCz) là tổ chức giáo dục đại học lớn nhất và lâu đời nhất ở Częstochowa, Ba Lan. Tất cả các khoa của trường đại học có quyền cấp bằng tiến sĩ (hiện có trên 300 sinh viên sau đại học), và ba trong số họ cũng cung cấp bằng Tiến sĩ Habilitation.

## Thông tin chung
Trường được thành lập lần đầu tiên vào năm 1949 với tên gọi Trường Kỹ thuật (Szkoła Inżynierska). Năm 1955, tên gọi được đổi thành Politechnika Częstochowska như hiện tại. Trường có hơn 1.400 nhân viên, trong đó có 840 giáo viên, trong đó 165 người là nhà nghiên cứu khoa học độc lập. Có khoảng 12.000 sinh viên, học trong 90 khóa học với 19 lĩnh vực học tập, toàn thời gian và bán thời gian.
Trong hơn 9 năm hoạt động, trường đại học có một dàn hợp xướng hàn lâm Collegium Cantorum và một Hiệp hội thể thao học thuật (Akademicki Związek Sportowy) với 13 bộ phận thể thao khác nhau.

## Khoa
Hiện tại có 6 khoa (wydział):

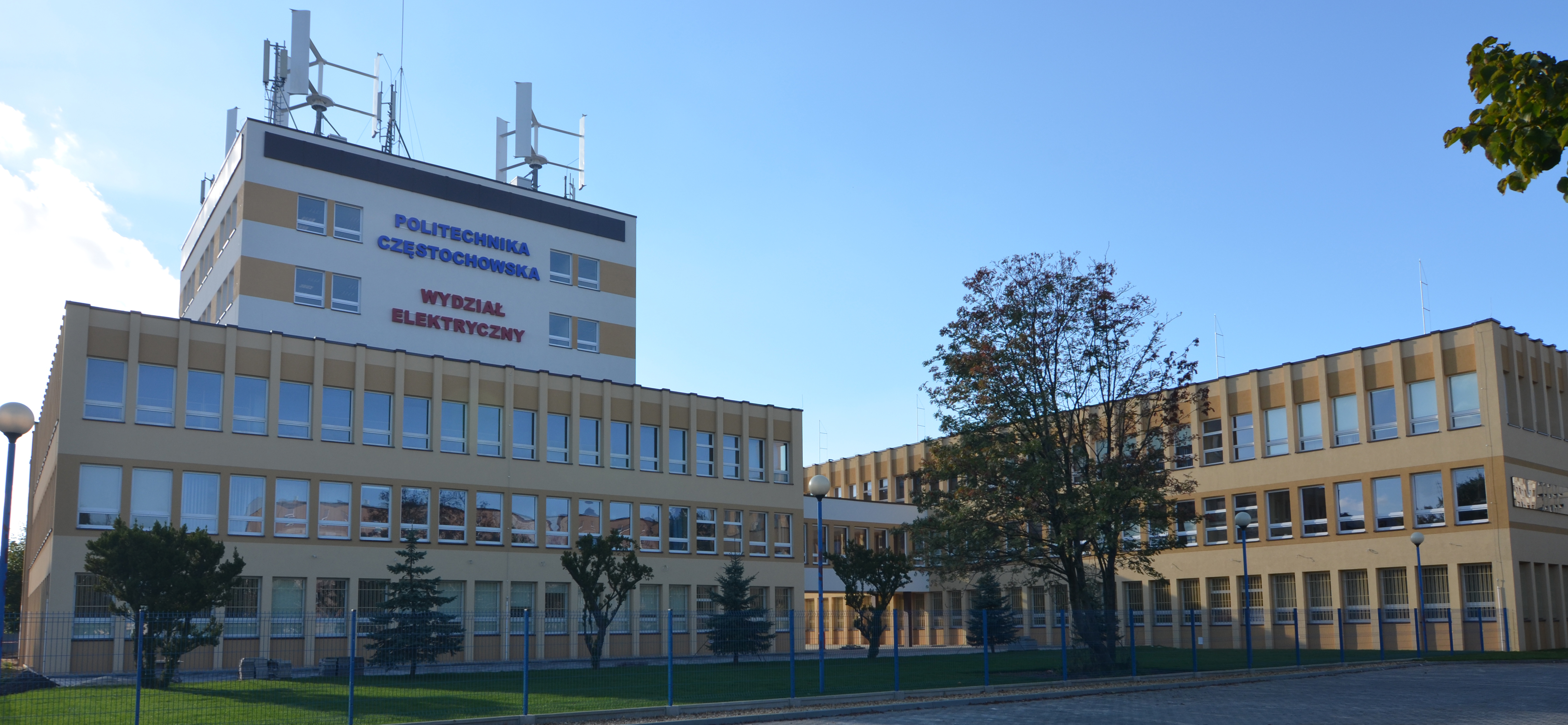
Khoa Kỹ thuật Điện (Wydział Elektryczny)

- Khoa Kỹ thuật Cơ khí và Khoa học Máy tính (Wydział Inżynierii Mechanicznej i Informatyki)
- Khoa Kỹ thuật chế biến và vật liệu và vật lý ứng dụng (Wydział Inżynierii Procesowej, Materiałowej i Fizyki Stosowanej)
- Khoa Kỹ thuật Xây dựng (Wydział Budownictwa)
- Khoa Kỹ thuật Điện (Wydział Elektryczny)
- Khoa Kỹ thuật Môi trường (Wydział Inżynierii i Oyncy Środowiska)
- Khoa Quản lý (Wydział Zarządzania)

## Hiệu trưởng
- Jerzy Kołakowski (1949 Từ59)
- Wacław Sakwa (1959 Từ 65)
- Jan Grajcar (1965-1970)
- Kazimierz Moszoro (1970-1974)
- Józef Ledwoń (1974-1981)
- Janusz Braszczyński (1981-1982)
- Józef Ledwoń (1982-1984)
- Janusz Elsner (1984-1990)
- Janusz Braszczyński (1990-1996)
- Janusz Szopa (1996-2002)
- Henryk Dyja (2002-2005)
- Tháng 1 Bień (2005-2008)
- Maria Nowicka-Skowron (2008-)

## Bác sĩ Honoris causa
- Jan Węglarz
- Olgierd Zienkiewicz
- Tomasz Winnicki